# Valinhos (futebolista)
José Claudinei Georgini, mais conhecido como Valinhos (Valinhos, 15 de dezembro de 1947), é um treinador e ex-futebolista brasileiro que atuava como atacante.

## Carreira

### Futebolista
Valinhos iniciou sua carreira no futebol Bonsucesso do Rio de Janeiro, em 1968.
Em 1969, ele era jogador do Vasco da Gama.
Nos anos 70, Valinhos passou por Olaria, Goiás e Portuguesa-RJ.
Em 1978, ele atuou no Volta Redonda, quando em 23 de março de 1978, na derrota de 2 a 0 contra o CRB, Valinhos fez a sua estreia no Campeonato Brasileiro. A última atuação dele no campeonato brasileiro ocorreu em 23 de julho de 1978, em uma derrota por 2 a 1 contra a Portuguesa. No geral, no Campeonato atuou em 16 jogos.
Terminou a sua carreira no futebol um ano depois, em Petrópolis, atuando pelo Serrano.

### Treinador
Em 1985, dirigiu os juniores do Vasco.
Em 1990, dirigiu o Esporte Clube Nova Cidade.
Foi treinador da Seleção do Zimbábue por onze meses, de janeiro a novembro de 2008. Ao ser demitido, após a desclassificação nas Eliminatórias, acionou a FIFA pelo calote levado, o que acarretou na exclusão da Seleção na disputa das Eliminatórias para a Copa de 2018.